# 티그레스 데 킨타나로오
티그레스 데 킨타나로오(킨타나로오 타이거스)는 1955년 창단한 멕시코 캉쿤의 프로 야구 팀이다. 홈구장은 에스타디오 드 베이스볼 헤르마노스 세르단이다.

## 야구단 정보
| 감독      | 24 마티아스 카리요 |
| 코칭 스탭 | 6 마틴 아르자테 (1루 코치) · 12 산토스 헤르난데즈 (투수) · 4 로베르토 비즈카라가 (타격) |
| 투수      | 67 필리페 아르돈도 · 25 아트로 바라다스 · 16 조지 캄필로 · 50 시저 카리요 · 92 프란치스코 코르도바 · 37 세쓰 애서튼 · 56 엔리크 고메즈 · 49 에스테반 하로 · 51 에드가 후에르타 · 3 에더 리아마스 · 13 후안 R. 마레스 · 15 센디 닌 · 33 파블로 오르테가 · 32 호세 M. 라미레즈 |
| 포수      | 46 헤수스 A. 에스피노자 · 43 이커 프란소 · 60 오마 렌테리아 · 0 알레한드로 발데즈 |
| 내야수    | 42 페드로 카스텔라노 · 22 케빈 플로레스 · 5 카를로스 가스텔름 · 30 아벨 마르티네즈 · 44 카를로스 시에버스 · 7 자이메 트레조8 나경수트 |
| 외야수    | 19 레기 아베르크롬비에 · 52 엘리세오 알다자바 · 9 알비노 콘트레라스 · 2 세르지오 콘트레라스 · 59 덕 클락 |